# Озвиль-Толозан
Озви́ль-Толоза́н (фр. Auzeville-Tolosane, окс. Ausevila Tolosana) — коммуна во Франции, находится в регионе Юг — Пиренеи. Департамент — Верхняя Гаронна. Входит в состав кантона Кастане-Толозан. Округ коммуны — Тулуза.
Код INSEE коммуны — 31035.

## География
Коммуна расположена приблизительно в 600 км к югу от Парижа, в 9 км к югу от Тулузы.
На востоке коммуны проходит Южный канал.

## Климат
Климат умеренно-океанический. Зима мягкая и снежная, весна характеризуется сильными дождями и грозами, лето сухое и жаркое, осень солнечная. Преобладают сильные юго-восточные и северо-западные ветры.

## Население
Население коммуны на 2010 год составляло 3552 человека.
| 1962 | 1968 | 1975 | 1982 | 1990 | 1999 | 2010 |
| ---- | ---- | ---- | ---- | ---- | ---- | ---- |
| 456  | 491  | 1073 | 1808 | 2000 | 2199 | 3552 |

## Администрация
| Период | Период | Фамилия            | Партия                  | Примечания |
| ------ | ------ | ------------------ | ----------------------- | ---------- |
| 1975   | 1988   | Анри Беллок        |                         |            |
| 1988   | 1989   | Жак Ларош          |                         |            |
| 1989   | 2020   | Франсуа-Режи Валет | Социалистическая партия |            |

## Экономика
В 2010 году среди 2351 человека трудоспособного возраста (15—64 лет) 1357 были экономически активными, 994 — неактивными (показатель активности — 57,7 %, в 1999 году было 65,2 %). Из 1357 активных жителей работали 1282 человека (658 мужчин и 624 женщины), безработных было 75 (37 мужчин и 38 женщин). Среди 994 неактивных 698 человек были учениками или студентами, 183 — пенсионерами, 113 были неактивными по другим причинам.

## Достопримечательности
- Дом Ле-Фрер (XVII век). Исторический памятник с 1976 года[4]

## Города-побратимы
- Келугерень (Румыния)
- Брутон (Уэльс)

## Фотогалерея

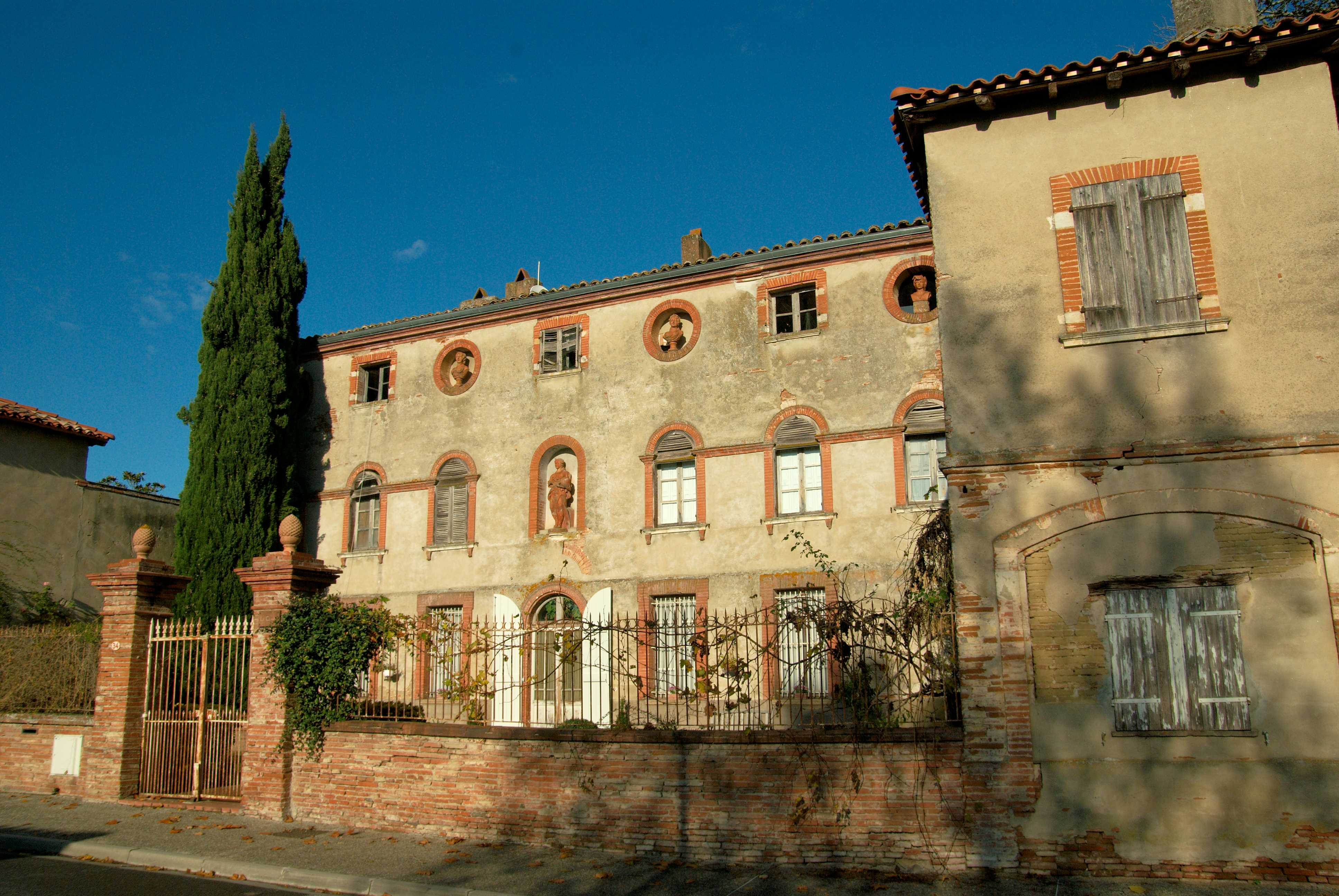
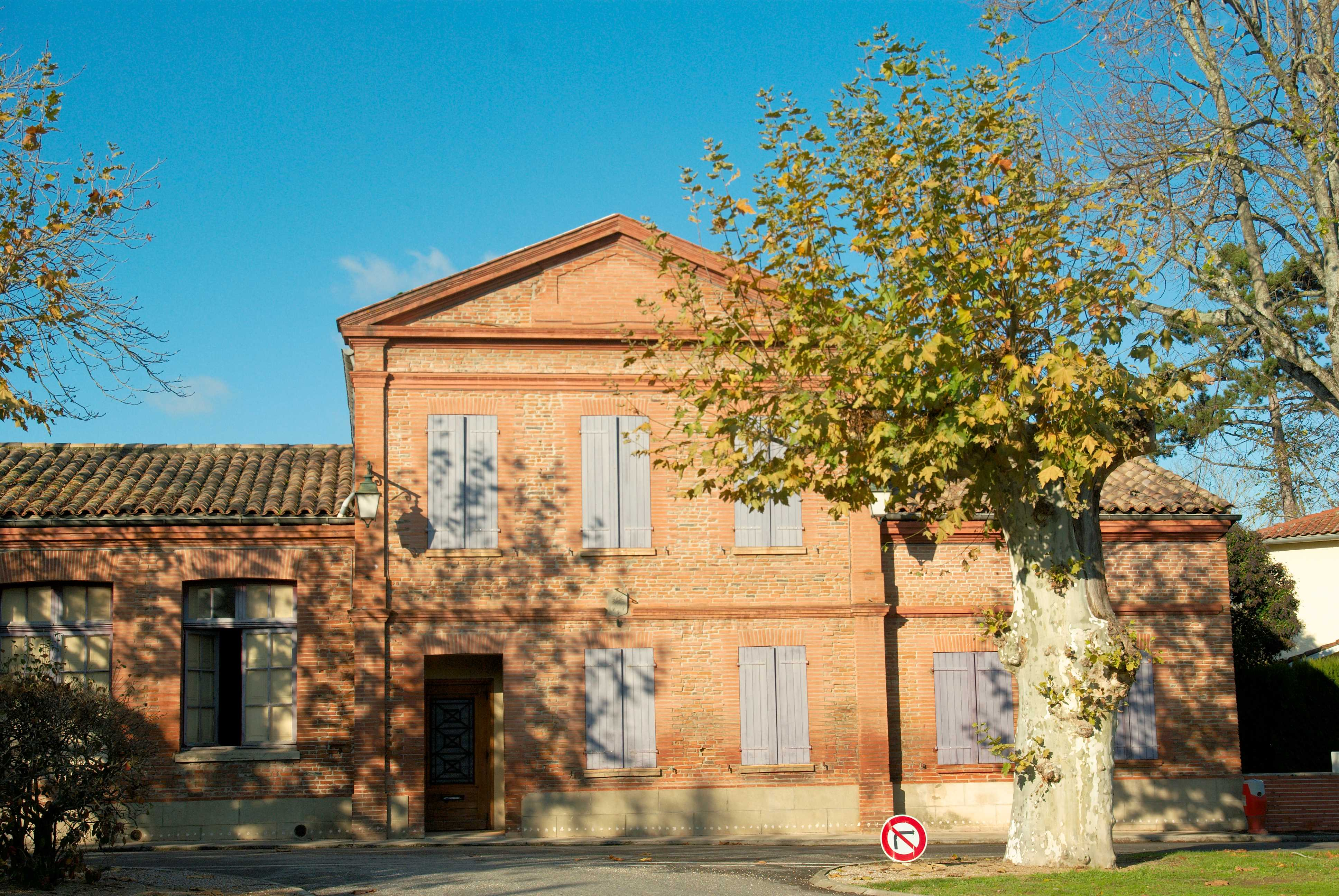
Бывшая мэрия
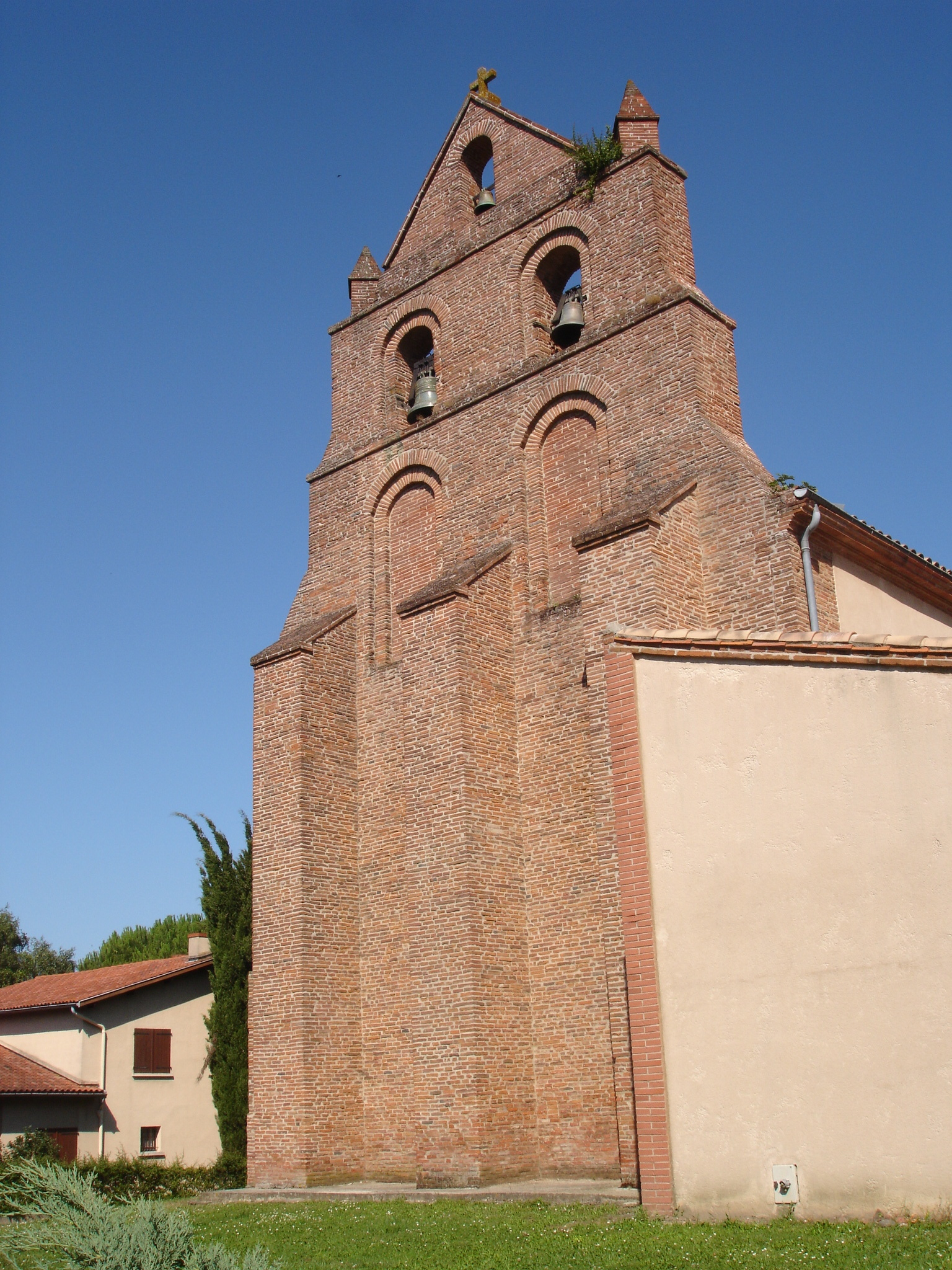
Церковь
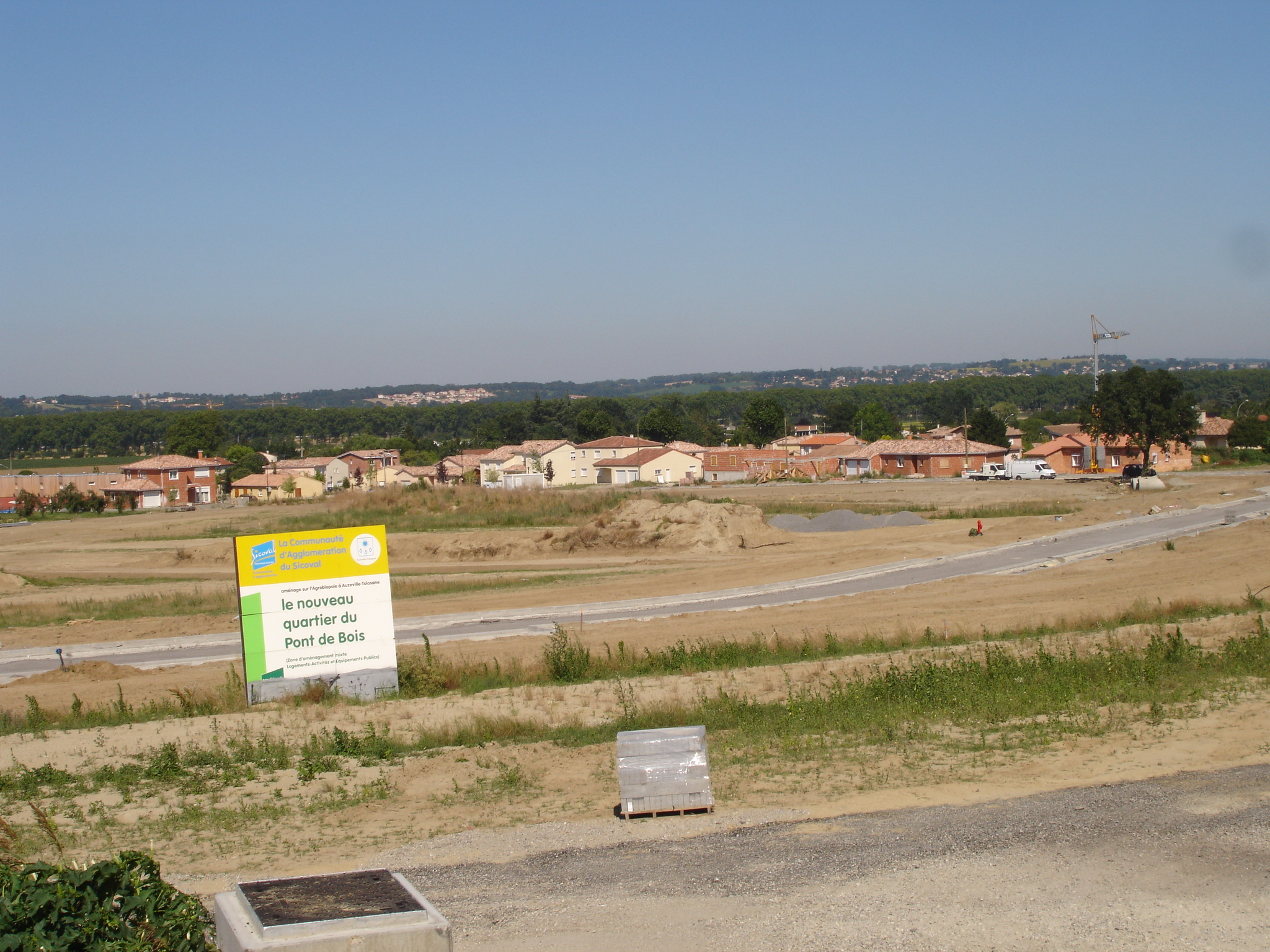
Строительство нового квартала
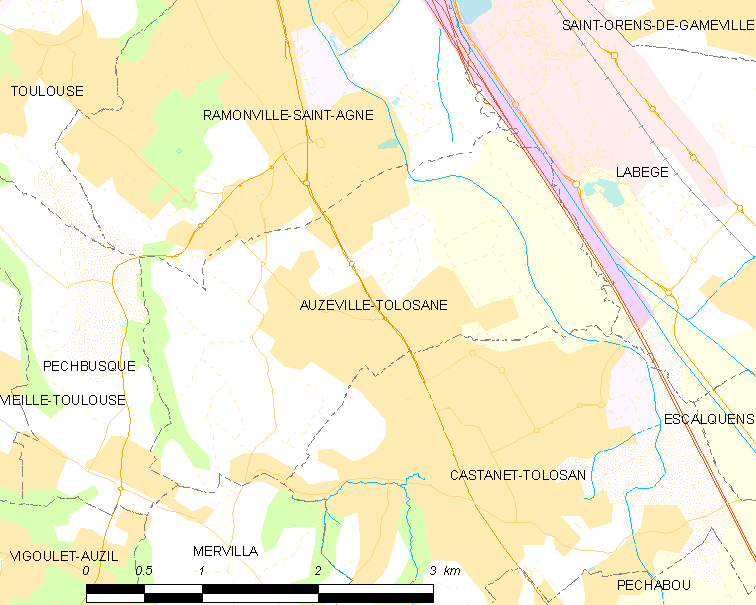
Карта коммуны